# Delitz am Berge
Delitz am Berge is een plaats in de Duitse deelstaat Saksen-Anhalt, en maakt sinds het 1-1-2008 deel uit van de stad Bad Lauchstädt in de Landkreis Saalekreis. Tot die datum was Delitz am Berge een gemeente.
Delitz am Berge telt 999 inwoners.